# Euxoa goetria
Euxoa goetria là một loài bướm đêm trong họ Noctuidae.